# Varbóc
Varbóc is een plaats (község) en gemeente in het Hongaarse comitaat Borsod-Abaúj-Zemplén. Varbóc telt 64 inwoners (2001).